# Architektora Beketova
Architektora Beketova (Oekraïens: Архітектора Бекетова, ⓘ; Russisch: Архитектора Бекетова) is een station van de metro van Charkov. Het station maakt deel uit van de Oleksiejivska-lijn en werd geopend op 6 mei 1995. Het metrostation bevindt zich onder de Poesjkinska Voelytsja (Poesjkinstraat) in het centrum van Charkov. Het station is genoemd naar de architect Aleksej Beketov, die veel gebouwen in de omgeving ontwierp. In de buurt van het station bevindt zich ook een groot aantal universiteitsinstellingen.
Het station is diep gelegen en beschikt over een perronhal die door arcades van de sporen wordt gescheiden. Het ontwerp van het station komt vrijwel overeen met dat van het naburige metrostation Derzjprom; station Architektora Beketova onderscheidt zich echter door zijn kleurstelling en enkele decoratieve elementen. De wanden langs de sporen zijn bekleed met rode geëmailleerde tegels, onderbroken door grijsmarmeren vlakken waarop de stationsnaam wordt vermeld. De arcades zijn bekleed met bruin marmer de vloer is afgewerkt met gepolijst graniet. Aan de oostzijde van het perron leiden vier roltrappen naar de stationshal, aan het westelijke uiteinde is een aan Aleksej Beketov opgedragen compositie van gebrandschilderd glas aangebracht. Ook in de stationshal, die verbonden is met voetgangerstunnels onder Poesjkinska Voelytsja, zijn twee dergelijke werken te vinden.